# Chinea

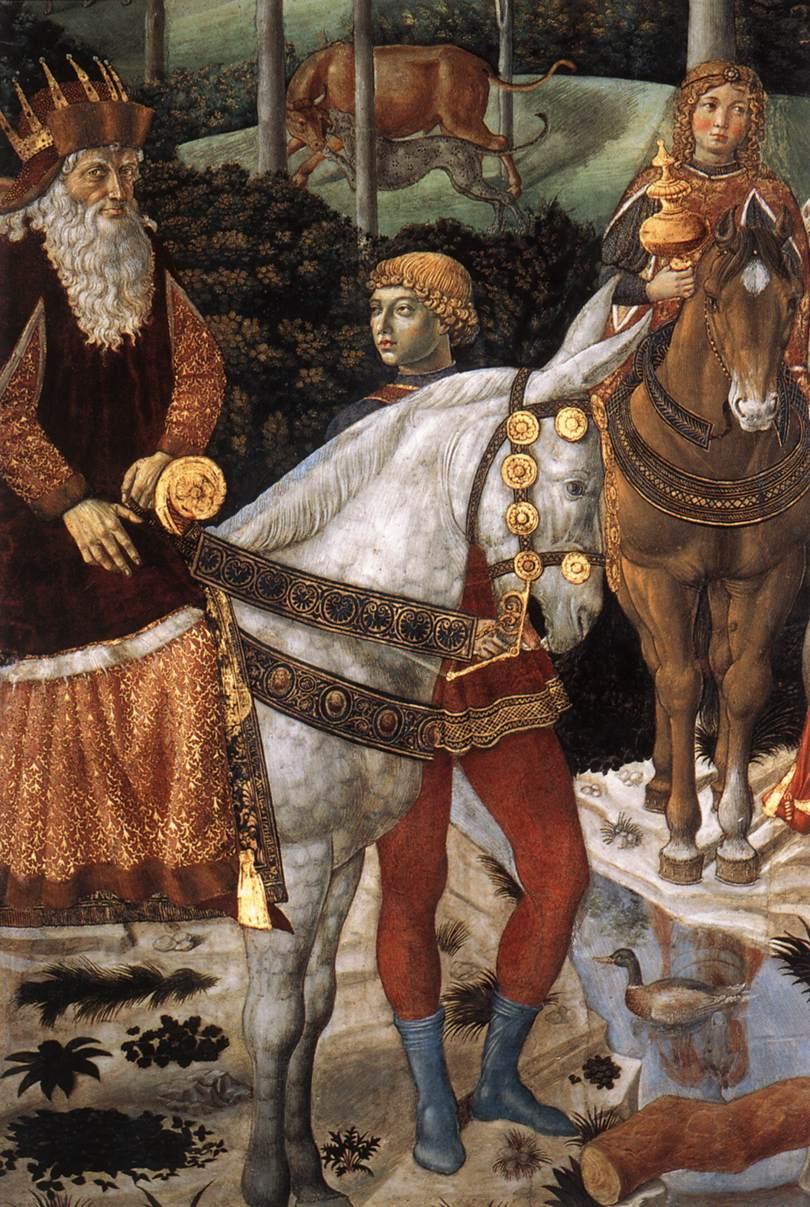
Possibile rappresentazione della chinea nella cappella dei Magi a Firenze

Con il termine chinèa, o acchinèa si indicava il tributo che il re di Napoli pagava allo Stato Pontificio, per il privilegio che il pontefice disponeva, in quanto detentore dei diritti feudali sul regno di Napoli.

## Storia
Più propriamente, con tale nome si indicava la razza del cavallo bianco sulla cui groppa il re di Napoli - e in molti casi il principe Sanseverino di Bisignano - faceva pervenire a Roma, al papa, la somma del tributo da pagare annualmente. Il nome della chinea derivava proprio da quello della razza dei cavalli (o muli) bianchi, originari della città di Hackney in Inghilterra. Questa manifestazione, fortemente simbolica del rapporto di vassallaggio, aveva luogo durante la festa dei santi Pietro e Paolo, il 29 giugno di ogni anno. L'uso di versare il tributo alla Santa Sede ebbe inizio nel 1059 con i Normanni (concordato di Melfi). 
La chinea, invece, fu istituita da Carlo I d'Angiò, quale riconoscimento all'investitura del titolo di rex Siciliae, attribuitogli da Clemente IV ed era inizialmente triennale. Si svolse annualmente dal 1264 al 1788, anno in cui Ferdinando IV di Napoli non ottemperò all'omaggio. 
L'abolizione era già stata tentata, ma senza successo, nel 1776, dal ministro degli affari esteri Bernardo Tanucci, per motivi di ordine pubblico. L'abolizione del tributo, ormai non più in essere da quasi settanta anni, fu riconosciuta ufficialmente dalla Santa Sede nel 1855, quando Ferdinando II donò diecimila scudi per la costruzione del  monumento all'Immacolata a Roma (inaugurato nel 1857), chiudendo così la lunga vertenza legale. Per tradizione, ogni anno l'8 dicembre il papa si reca a Piazza di Spagna e depone fiori ai piedi dell'Immacolata Concezione, mentre l'ambasciatore di Spagna, in alta uniforme e in segno di continuità con la dinastia dei Borbone - assiste insieme a tutti i funzionari dell'ambasciata.
La parola chinea è stata usata anche genericamente per indicare un cavallo o un mulo da sella.

## Etimologia
Il termine deriva, tramite il francese haquenée, dall'inglese medievale haquenei, che indica una località inglese (oggi Hackney), luogo tradizionale di allevamento di cavalli.